# アメイジングツインズ
アメイジングツインズ（Amazing Twins）は、香港のデザインスタジオAmazing Twins Design Workshop Limitedが1994年によって作られたキャラクターの名称。
日本では日立のCMに起用された。

## 概要
アンテナ、尖った耳、微笑んだ顔が特徴のベンソンとレオの双子の宇宙人兄弟。着ているスーツとネクタイの色が異なっている。
3700万光年離れたアメイジングプラネットという惑星から人々の生活を楽しく快適にするために愛と平和をテーマに降り立ったという設定。
日本ではAmazing Nipponがグッズの販売などを担っていたが本スタジオの活動休止に伴いこちらも休止し、その後カフェを開店した（後に閉店）。

## 経歴
- 1994年 - 香港の二人組デザインユニットAmazing Twins Design Workshop Limitedによって発足。
- 1996年 - 香港のデザインコンペティション「設計96」で金賞などを受賞し、審査員の一人であった浅葉克己にも多大な評価を受けた[2]。
- 1999年 - 日立のテレビCMに起用される。
- 2000年 - リトル・モア社よりアートブック「AMAZING TWINS」を出版[3]。
- 2002年 - Amazing Twins Design Workshop Limitedが活動休止したため活動を終了した。